# 덕양역
덕양역(Deogyang station, 德陽驛)은 전라남도 여수시 소라면 덕양리에 위치한 전라선과 여천선의 역이다.
대한민국 남해안의 주요 공단인 여수국가산업단지로 가는 여천선과 분기하는 역이며, 여객열차는 정차하지 않는다.

## 연혁
- 1930년 12월 25일 : 보통역으로 영업 개시[1]
- 1969년 5월 1일 : 덕양기점으로 여천선 개통
- 1969년 10월 5일 : 역사 신축 완공
- 1990년 10월 11일 : 역사 증축
- 1991년 1월 1일 : 소화물 취급 중지[2]
- 2005년 9월 30일 : 화물 취급 중지
- 2011년 4월 5일 : 순천 - 여수 구간 선로 이설로 신 역사 이전과 동시에 여객 취급 중지[3]
- 2019년 5월 15일 : 화물취급 중지[4]